# Rezerwat przyrody Błogie
Rezerwat przyrody Błogie – leśny rezerwat przyrody w gminie Mniszków, w powiecie opoczyńskim, w województwie łódzkim.
Został powołany Zarządzeniem Ministra Leśnictwa i Przemysłu Drzewnego z 24 maja 1976 roku (M.P. z 1976 r. nr 24, poz. 108). Zajmuje powierzchnię 68,22 ha (akt powołujący podawał 69,48 ha). Według aktu powołującego, rezerwat utworzono w celu zachowania fragmentu naturalnych drzewostanów jodłowych oraz mieszanych z udziałem jodły (Abies alba) na północnej granicy zasięgu w Puszczy Pilickiej.
Dominujące w rezerwacie zbiorowiska to grąd z jodłą (Tilio-Carpinetum abietetosum) i bór mieszany z jodłą (Querco-Pinetum abietetosum). Występuje tu około 300 gatunków roślin naczyniowych, do ciekawszych należą m.in.: nasięźrzał pospolity, łuskiewnik różowy oraz widłaki: jałowcowaty, goździsty i wroniec.
Rezerwat jest także ostoją ptaków – gniazduje tu około 61 ich gatunków.
Rezerwat znajduje się w Sulejowskim Parku Krajobrazowym wchodzącym w skład zespołu Nadpilicznych Parków Krajobrazowych. Leży na terenie Nadleśnictwa Smardzewice. Nadzór nad rezerwatem sprawuje Regionalny Konserwator Przyrody w Łodzi. Na mocy obowiązującego planu ochrony ustanowionego w 2018 roku, obszar rezerwatu objęty jest ochroną czynną.